# Paul Engelbert Voet van Winssen
Paul Engelbert Voet van Winssen, heer van Sevenhoven (Utrecht, 14 januari 1756 - Zoeterwoude, 24 maart 1822) was een Nederlandse politicus.

## Familie
Voet van Winssen was een zoon van Paul Engelbert Voet van Winssen (1718-1756), heer van Sevenhoven, en Adriana Anna van Halm. Zijn vader was regent te Utrecht en gedeputeerde ter Staten-Generaal. Hij bleef ongehuwd.

## Loopbaan
Voet van Winssen studeerde Romeins en hedendaags recht aan de Utrechtse Hogeschool tot 1777 en promoveerde op stellingen. Hij was raad in de Vroedschap van Utrecht (1784-1795). Van 1795 tot 1803 was hij ambtsloos. In 1803 en 1804 was hij lid van het bestuur Utrecht, hij trad af toen zijn geestverwant D.J. Martens niet werd herkozen. Voet van Winssen was adjunct-maire van Utrecht (1811-1813).
Voor het departement Zuiderzee werd hij in 1814 afgevaardigd naar de Vergadering van Notabelen. Later dat jaar werd hij door de landeigenaren gekozen tot lid van de Provinciale Staten van Utrecht, waar hij van 27 juni 1815 tot 29 september 1815 aan verbonden was. In augustus 1815 was hij buitengewoon lid van de Staten-Generaal van de Verenigde Nederlanden. Van 21 september 1815 tot aan zijn overlijden was hij lid van de Tweede Kamer der Staten-Generaal. Voet van Winssen overleed in 1822, op 66-jarige leeftijd.
- Biografisch Portaal: 41133777
- Parlement.com: vg09llsghksq